# Choudrant
Choudrant es una villa ubicada en la parroquia de Lincoln en el estado estadounidense de Luisiana. En el Censo de 2010 tenía una población de 845 habitantes y una densidad poblacional de 83,68 personas por km².

## Geografía
Choudrant se encuentra ubicada en las coordenadas 32°31′59″N 92°31′32″O / 32.53306, -92.52556. Según la Oficina del Censo de los Estados Unidos, Choudrant tiene una superficie total de 10.1 km², de la cual 9.97 km² corresponden a tierra firme y (1.31%) 0.13 km² es agua.

## Demografía
Según el censo de 2010, había 845 personas residiendo en Choudrant. La densidad de población era de 83,68 hab./km². De los 845 habitantes, Choudrant estaba compuesto por el 92.43% blancos, el 5.44% eran afroamericanos, el 0% eran amerindios, el 0.59% eran asiáticos, el 0.12% eran isleños del Pacífico, el 0.47% eran de otras razas y el 0.95% pertenecían a dos o más razas. Del total de la población el 1.07% eran hispanos o latinos de cualquier raza.